# Giovanni Battista Caproni
Giovanni Battista Caproni, I conde de Taliedo (Massone d'Arco, Imperio austrohúngaro, 3 de julio de 1886 – Roma, 27 de octubre de 1957), conocido como «Gianni» Caproni, fue un ingeniero aeronáutico, ingeniero civil e ingeniero eléctrico italiano, además de diseñador de aviones y fundador de la compañía aeronáutica Caproni.

## Primeros años y educación
Caproni nació el 3 de julio de 1886 en Massone d'Arco, entonces una ciudad del Imperio austrohúngaro que pasó a pertenecer a Italia a partir de 1919. En 1907 obtuvo un grado académico en ingeniería civil en la Universidad Técnica de Múnich y un año después se doctoró en ingeniería eléctrica por la Universidad de Lieja.

## Carrera
Durante su formación universitaria, Caproni ganó experiencia en la construcción de motores aeronáuticos y colaboró con el diseñador rumano de aeronaves Henri Coandă, a quien había conocido en el hangar de construcción de planeadores del Istituto Montefiori di Liegi. En 1908 fundó la factoría Caproni en el distrito de Taliedo de la ciudad de Milán, donde comenzó a crear aviones biplanos. En 1909 abrió un aeropuerto industrial cerca de Cascina Malpensa, instalación que acabaría convirtiéndose en el Aeropuerto de Milán-Malpensa. En 1910 diseñó y construyó el primer avión a motor de toda Italia, el biplano experimental Caproni Ca.1, aparato que sin embargo se estrelló en su primer vuelo el 27 de mayo de 1910.

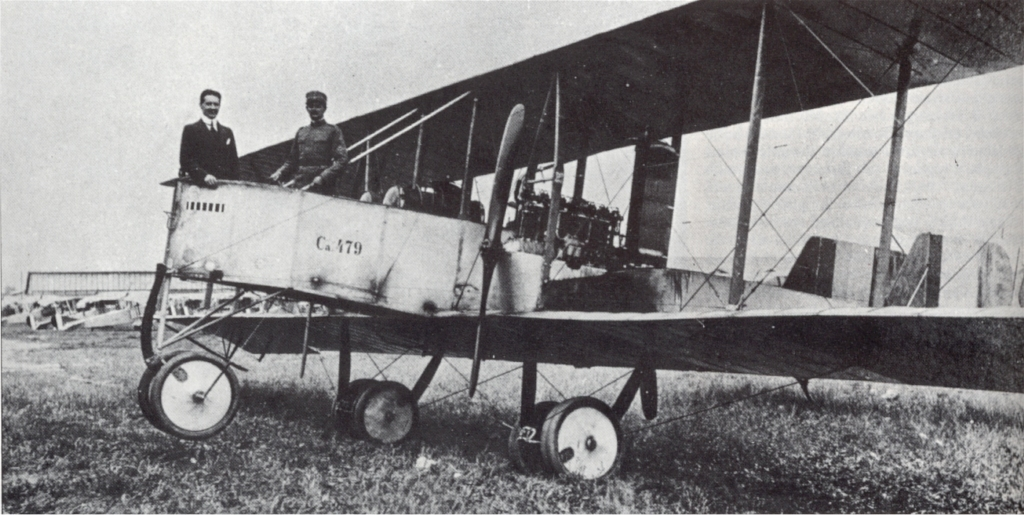
Caproni (izquierda) a bordo del segundo Caproni Ca.32 en el aeropuerto de Taliedo, Milán, en julio de 1915.

En 1911 su empresa cambió de nombre a Società de Agostini e Caproni y la producción se orientó a los monoplanos, aparatos con los que tuvo gran éxito. En 1914 probó el primer avión con varios motores de Italia, el Caproni Ca.31. Tras la entrada de Italia en la Primera Guerra Mundial, Caproni centró sus esfuerzos en el diseño y la construcción de aviones bombarderos. También entonces la compañía fue renombrada Società Caproni e Comitti.
Caproni fue uno de los primeros en proponer el desarrollo de aviones de pasajeros, para lo que varió el diseño del bombardero Caproni Ca.4 en el avión comercial Ca.48. Aunque esta aeronave causó buena impresión al público, nunca llegó a entrar en servicio. Además, el 2 de agosto de 1919 una de las unidades del Ca.48 se estrelló cerca de Verona y provocó la muerte de todos sus pasajeros (entre 14 y 17, según las fuentes), en lo que se trató del primer desastre de los vuelos comerciales en Italia, y el más mortífero de la historia de la aviación hasta esa fecha. En 1921, Caproni construyó el prototipo de un gigantesco hidroavión de pasajeros, el Caproni Ca.60 Noviplano, con capacidad para cien viajeros. Sin embargo, el aparato se demostró inestable y se estrelló en su primer vuelo. Caproni también diseñó planeadores.

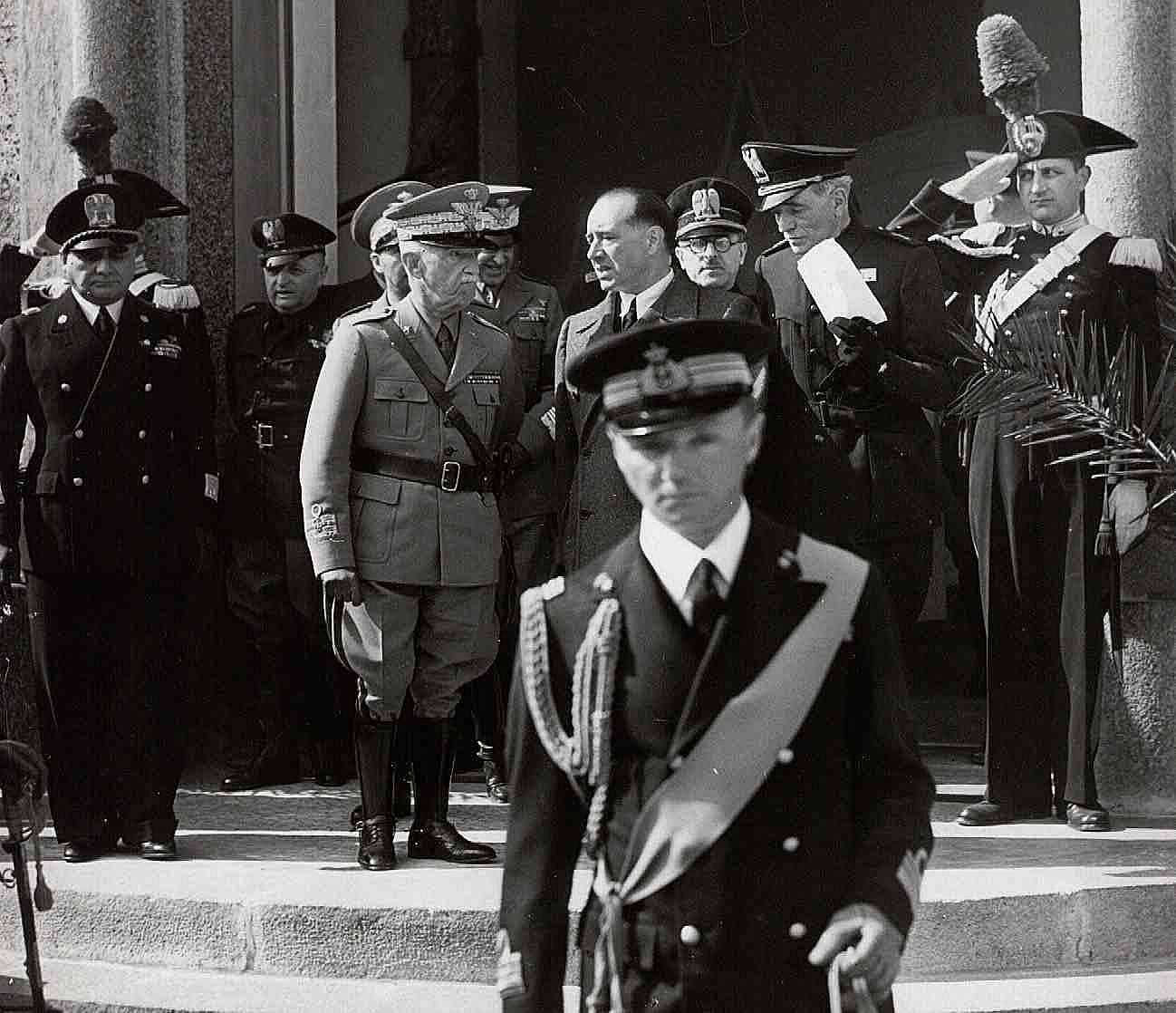
Gianni Caproni (centro) junto al rey Víctor Manuel III de Italia en 1939.

En el período de entreguerras, el ingeniero italiano dedicó casi todos sus esfuerzos a la creación de aviones bombarderos y aeronaves ligeras de transporte. La empresa construyó los aviones experimentales Stipa-Caproni y Caproni Campini N.1, este último precursor de un verdadero avión de reacción. En estos años, la empresa de Caproni pasó a llamarse Società Italiana Caproni y se convirtió en un gran conglomerado que compró otras factorías y fundó compañías subsidiarias, como Caproni Bergamasca y Caproni Vizzola. Por su éxito, en el período de entreguerras Gianni Caproni fue ennoblecido con el título de I Conde de Taliedo.
La compañía Caproni produjo aviones para la Regia Aeronautica durante la Segunda Guerra Mundial, principalmente bombarderos, hidroaviones y aviones de transporte y entrenamiento, aunque la empresa subsidiaria Caproni Vizzola diseñó y construyó varios prototipos de cazas de combate. El conglomerado Società Italiana Caproni cesó sus operaciones en 1950, aunque su último vestigio, la Caproni Vizzola, sobrevivió hasta 1983.
Giovanni Battista Caproni falleció en Roma el 27 de octubre de 1957, a los 71 años.

## Reconocimientos
En 1983 Gianni Caproni pasó a formar parte del Salón Internacional de la Fama del Aire y el Espacio en el Museo del Aire y el Espacio de San Diego.

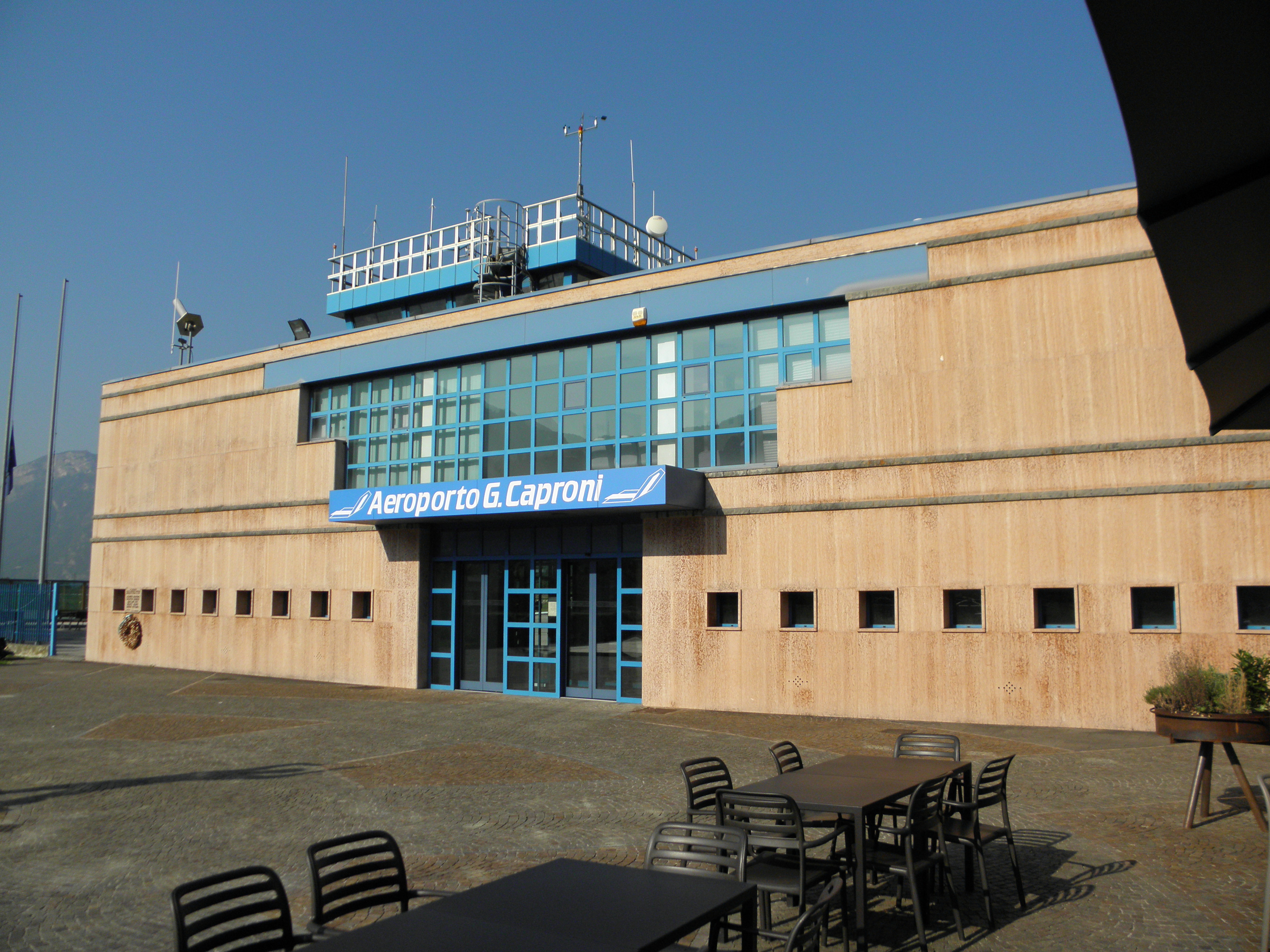
El Aeropuerto de Trento-Gianni Caproni.

A Gianni Caproni está dedicado el Aeropuerto de Trento-Gianni Caproni, el cercano Museo de la Aeronáutica Gianni Caproni y una calle de la ciudad de Trento. En la localidad de Vizzola Ticino existe un centro deportivo llamado «Gianni e Federico Caproni». Además, el servicio de correos italiano quiso homenajear al ingeniero pionero de la aviación con un sello postal por valor de 0,52 euros, emitido el 12 de septiembre de 2003. 
Asimismo, Gianni Caproni es uno de los personajes principales de la película de animación japonesa Kaze Tachinu (2013), producida por el Studio Ghibli y dirigida por el prestigioso Hayao Miyazaki. En el filme, Caproni aparece como figura inspiradora en los sueños del protagonista, el ingeniero aeronáutico japonés Jirō Horikoshi.